# جوان كويجلي
جوان كويجلي (بالإنجليزية: Joan Quigley)‏ (و. 1927 – 2014 م)هي منجمة ولدت في كانزاس سيتي، ميزوري .